# ميلتون دبليو. غلين
ميلتون دبليو. غلين (بالإنجليزية: Milton W. Glenn)‏ هو محامي وسياسي أمريكي، ولد في 18 يونيو 1903 في اتلانتيك سيتي في الولايات المتحدة، وتوفي في 14 ديسمبر 1967 في الولايات المتحدة. حزبياً، نشط في الحزب الجمهوري. وقد انتخب عضو جمعية نيوجيرسي العامة وانتخب عضو مجلس النواب الأمريكي.